# Arbois
Arbois város Franciaország keleti részén, Franche-Comté régióban, Jura megyében.

## Földrajza

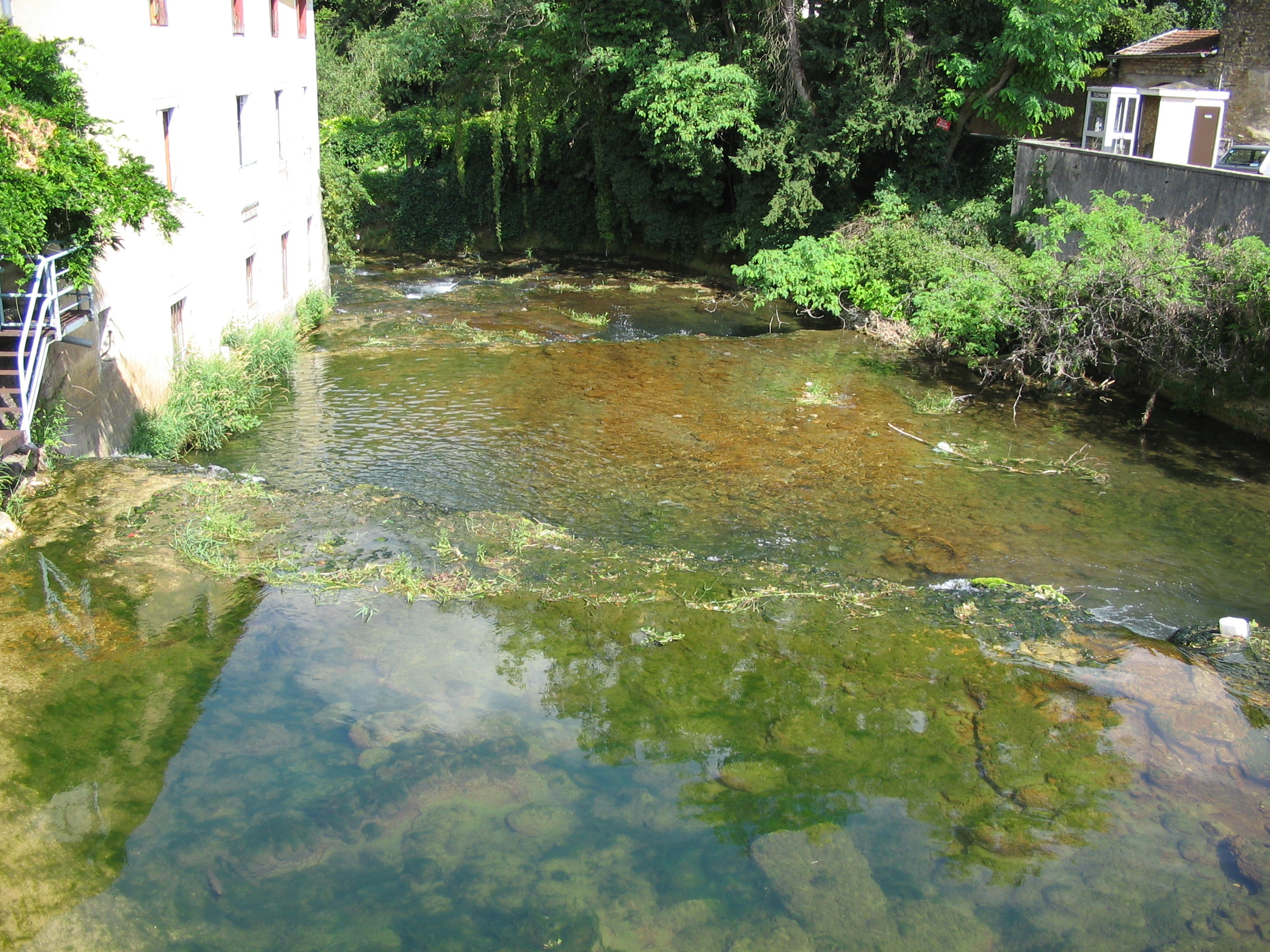
A Cuisance folyó Arboisnál

A Jura plató lábánál fekvő várost keresztül szeli a Cuisance folyó. A város Salins-les-Bains és Poligny várossal alkotja a Revermont vidéket. A szőlőkkel és erdőkkel övezett környék tipikusnak számít Franciaország ezen a részén. Klímája kontinentális, hideg, havas tél és forró nyár jellemzi.

## Történelme
A Burgund hercegség részeként a város hét ostromot élt át, beleértve I. Ambois Károly (XI. Lajos király kormányzója 1479-ben), IV. Henrik ( három héten keresztül tartotta magát a város a király 25000 katonájával szemben)és XIV. Lajos seregét is. A vára 1270 óta annak ellenére túlélte a sok történelmi vihart, hogy XIV. Lajos elrendelte lerombolását 1678-ban.
1834-ben, amikor Lyonban kikiáltották a köztársaságot, a város is csatlakozott a lázadáshoz, ekkor gránátosokat, lovasságot és tüzérséget küldtek a város ellen és elfoglalták.
1944 szeptemberében az amerikai 36. gyalogos hadosztály vette birtokba, amikor átkelve a Rhône folyón Besançon és Moselle felé nyomultak előre a második világháborúban.

## Nevezetességei
- Gloriette torony a 13. században épült, a magassága 17 méter, négyzet alapú, 11 méter mindkét oldalán. A jelenlegi torony a tizenhatodik század elején már a mai helyén állt, s bár a várost számos hadsereg támadta meg, a tornyot sohasem ostromolták meg.
- Pécauld vár tizenkettedik és tizennegyedik század között épült, amely egykor Burgundia hercegeinek birtokában volt, ma egy kisebb múzeum őrzi bortermelés emlékét benne.
- Saint Just templom  12. századi egyhajós alaprajzzal, tizenharmadik századi boltozattal, tizenhatodik századi szentéllyel, és tizenhetedik századi és 1715-ben épült templom toronnyal.
- Pasteur Múzeum
- Les Planches barlang

## Testvérvárosok
- Hausach Németország
- Panciu Románia
- Douroula Burkina Faso

## Fordítás
- Ez a szócikk részben vagy egészben  az   Arbois című francia Wikipédia-szócikk fordításán alapul.  Az eredeti cikk szerkesztőit annak laptörténete sorolja fel. Ez a jelzés csupán a megfogalmazás eredetét és a szerzői jogokat jelzi, nem szolgál a cikkben szereplő információk forrásmegjelöléseként.

## Galéria

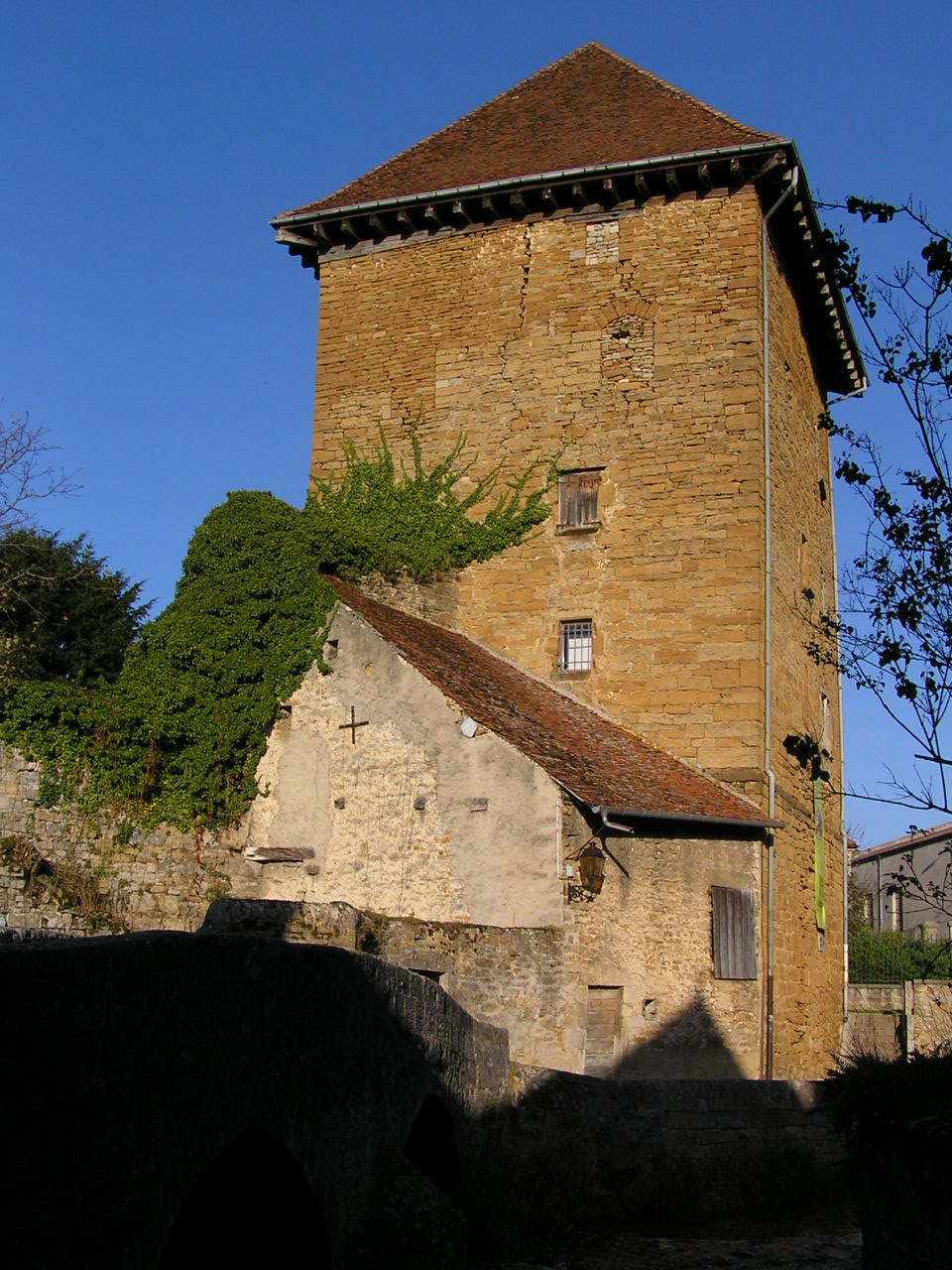
Gloriette torony
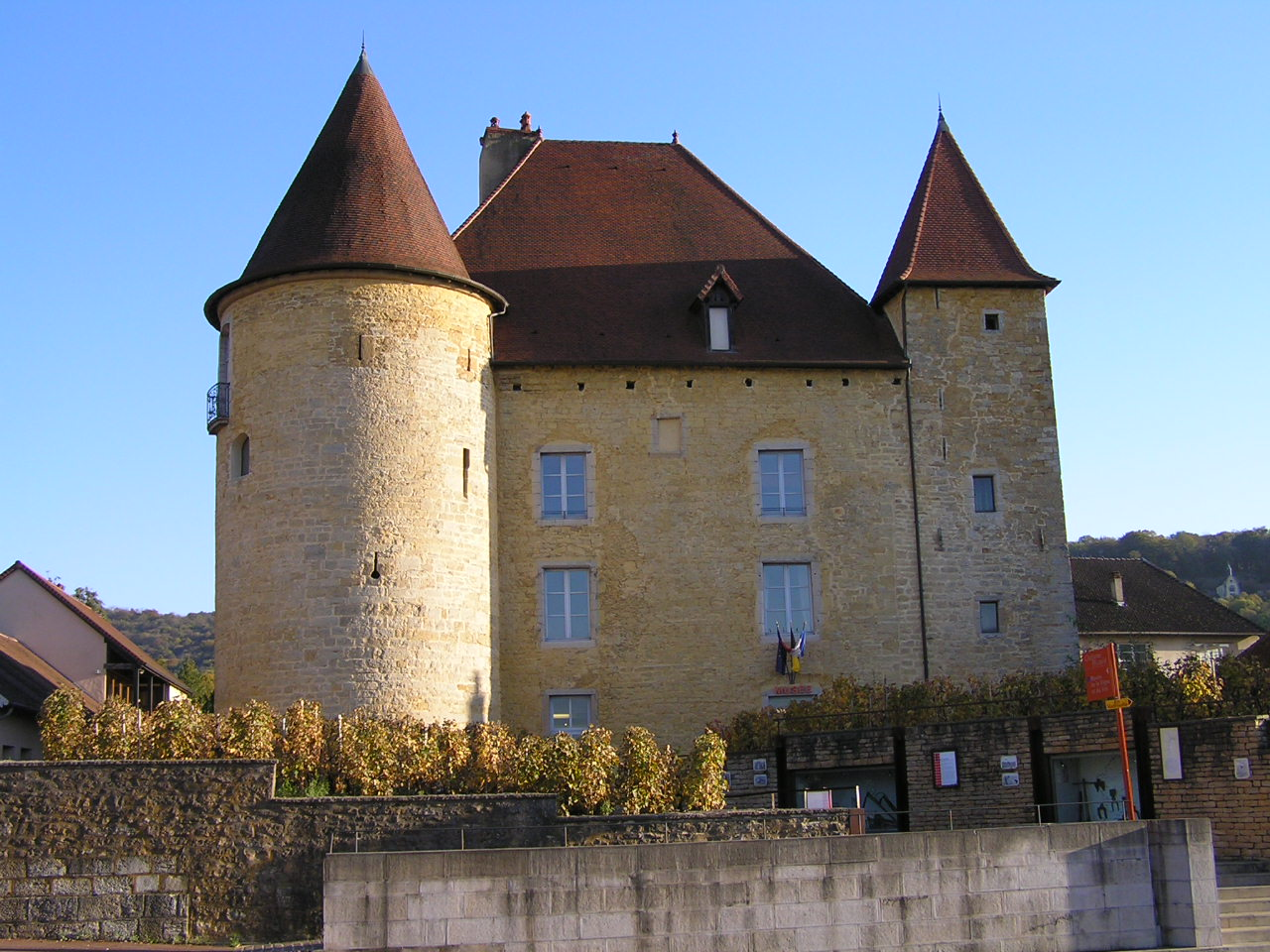
Pécaud vára
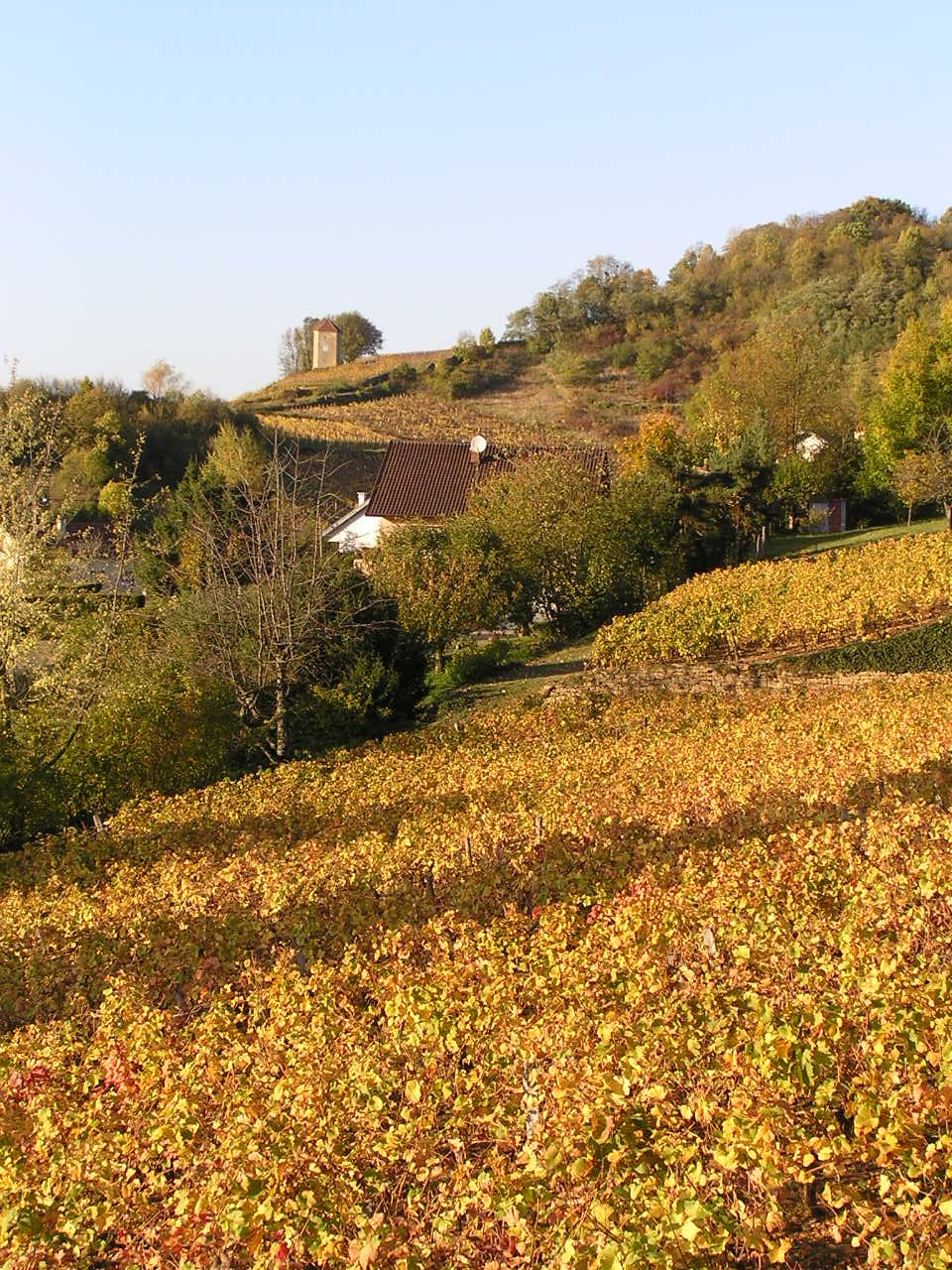
Szőlők Arbois környékén
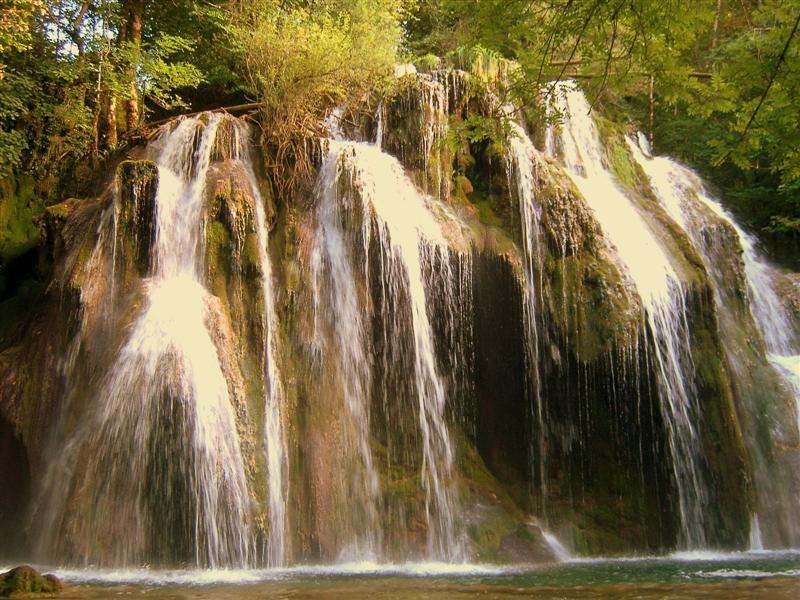
Tuff vízesései
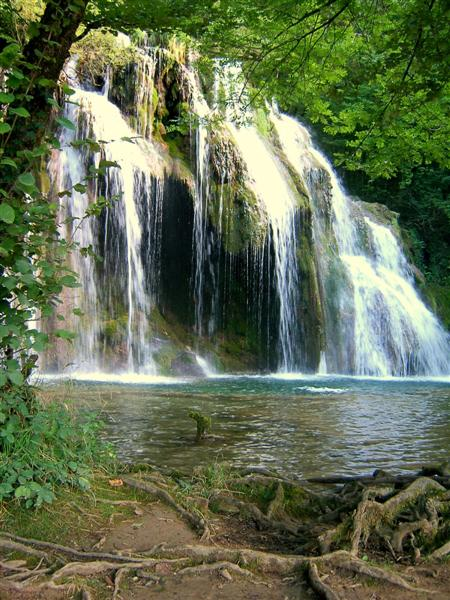
Tuff vízesései
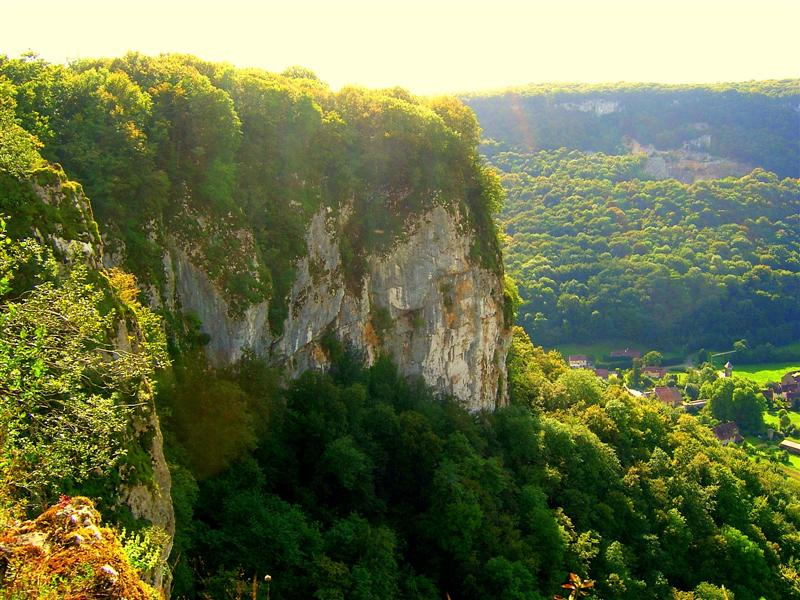
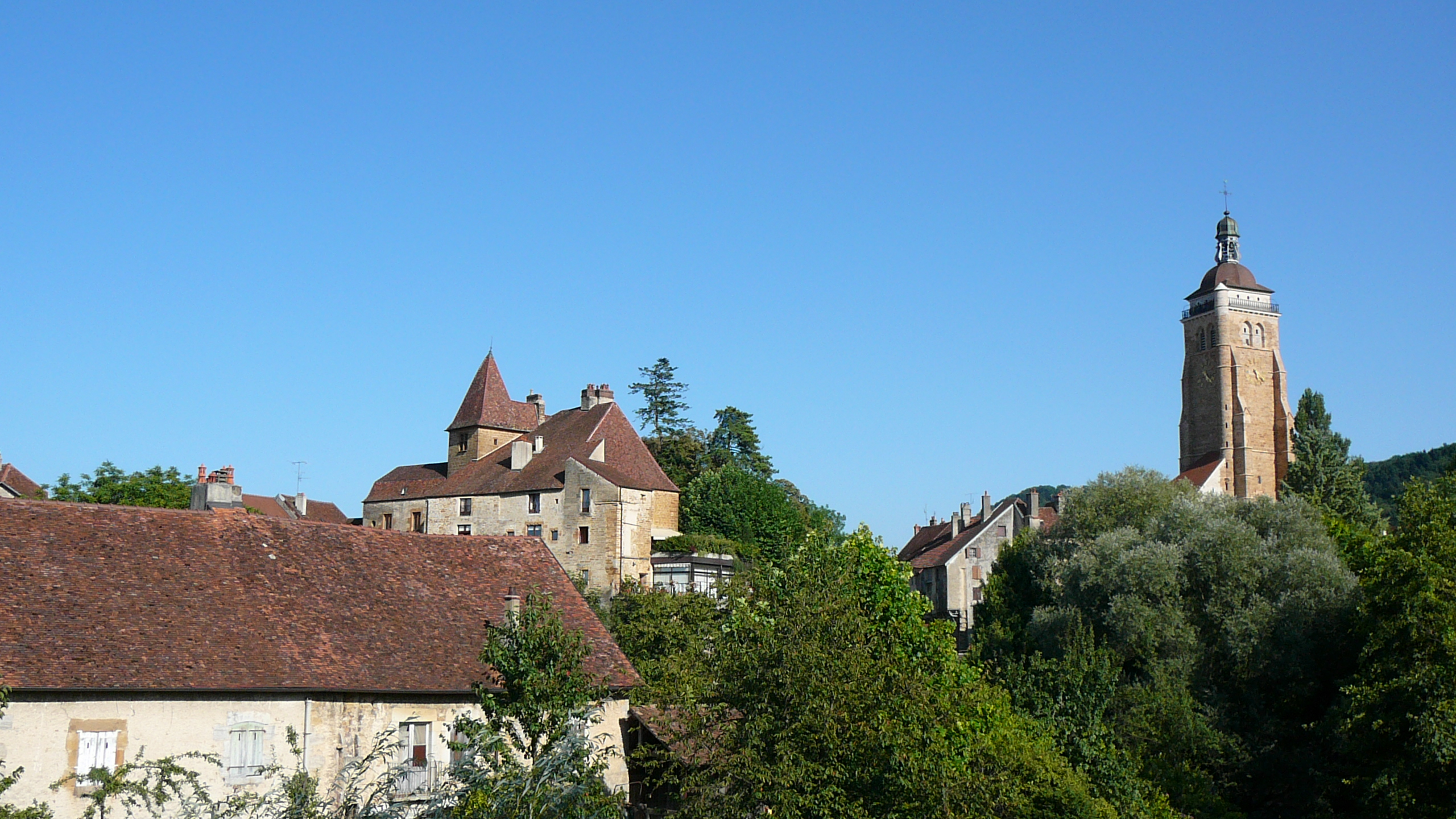
Bontemps kastély és a Saint-Just templom
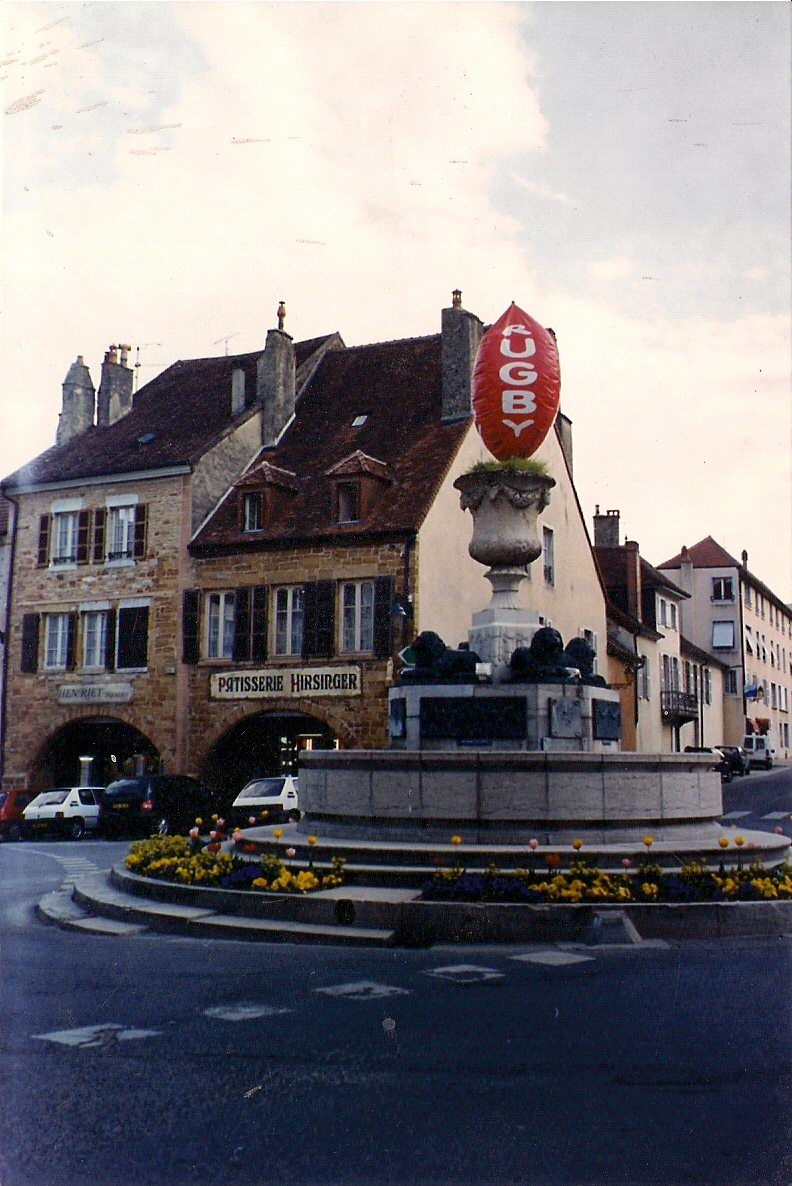
Liberté tér
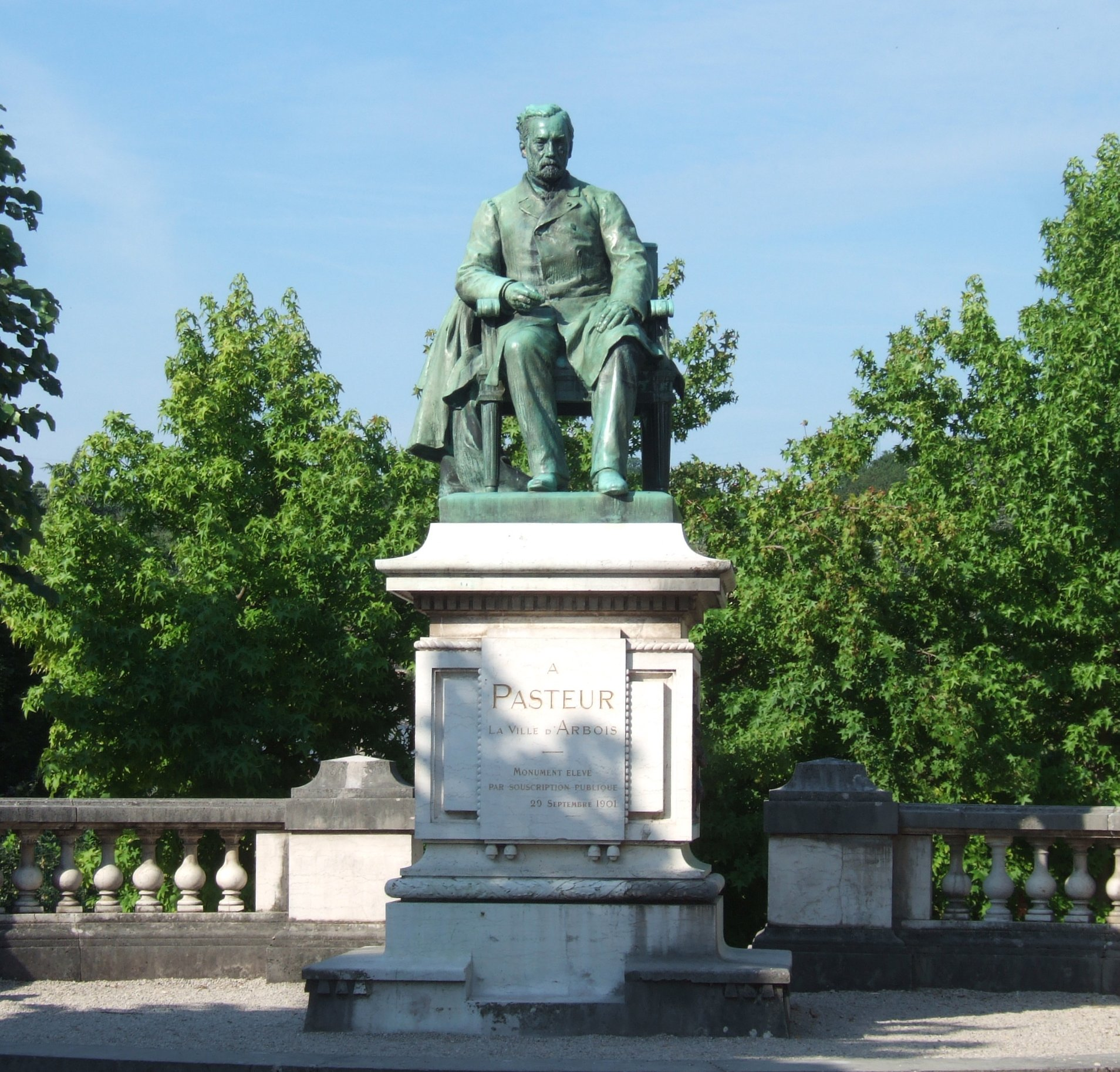
Pasteur szobor
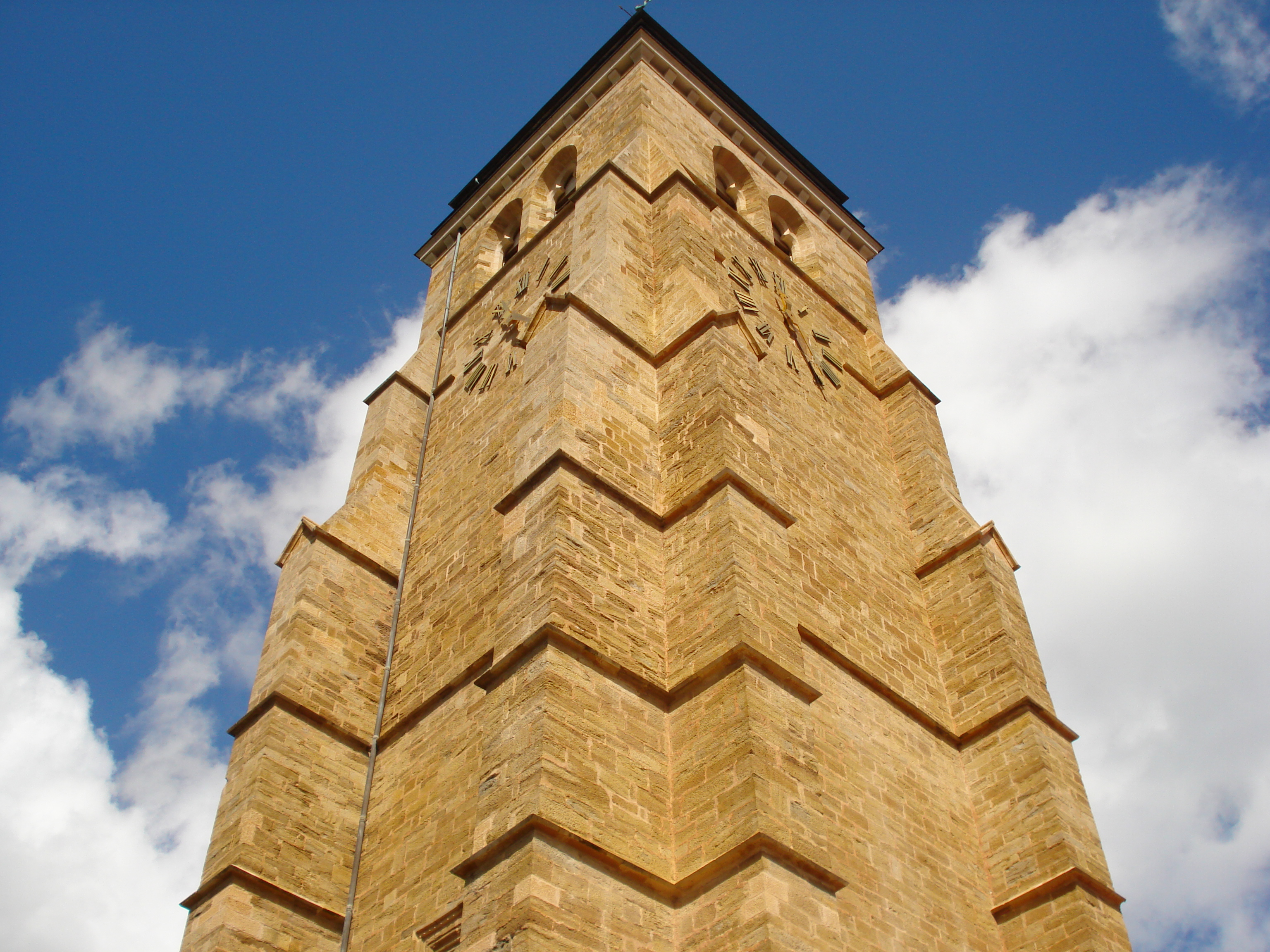
A templom óratornya Arboisban
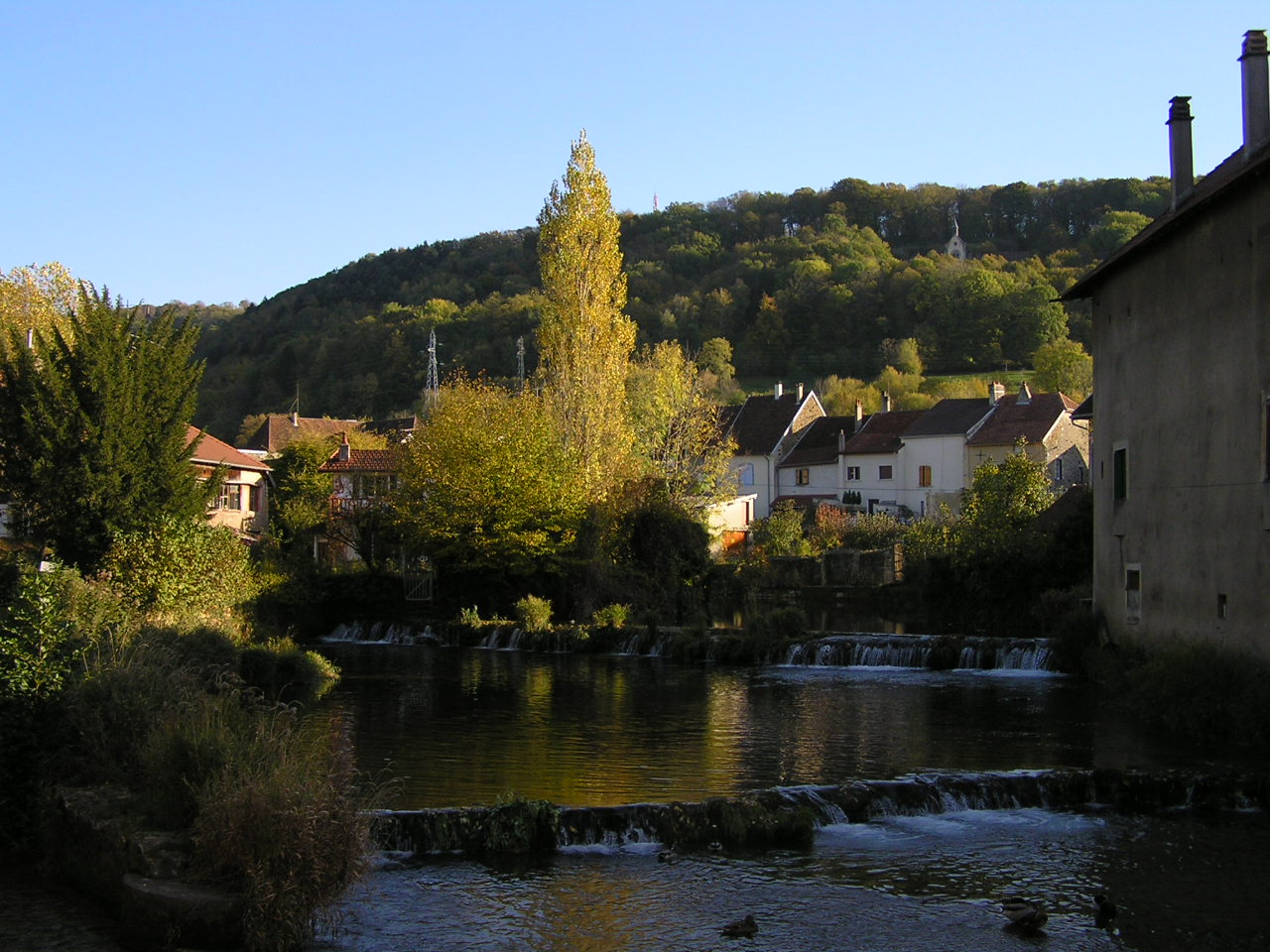
A Cuisance folyó a várossal